# Beuguemdré
Ne doit pas être confondu avec Béguemdéré.
Beuguemdré, parfois orthographié Beguemdré, est une localité située dans le département de Gourcy de la province du Zondoma dans la région Nord au Burkina Faso.

## Géographie
Beuguemdré se trouve à environ une dizaine de kilomètres de Gourcy, le chef-lieu du département.

## Santé et éducation
Le centre de soins le plus proche de Beuguemdré est le centre médical avec antenne chirurgicale (CMA) de la province à Gourcy.
Le village possède une école primaire qui a été construite en 2010 avec l'aide de du Lions Club de la ville d'Albenga en Italie. Elle accueille environ 200 élèves dont plus de 50 % de filles.